# Mściszów

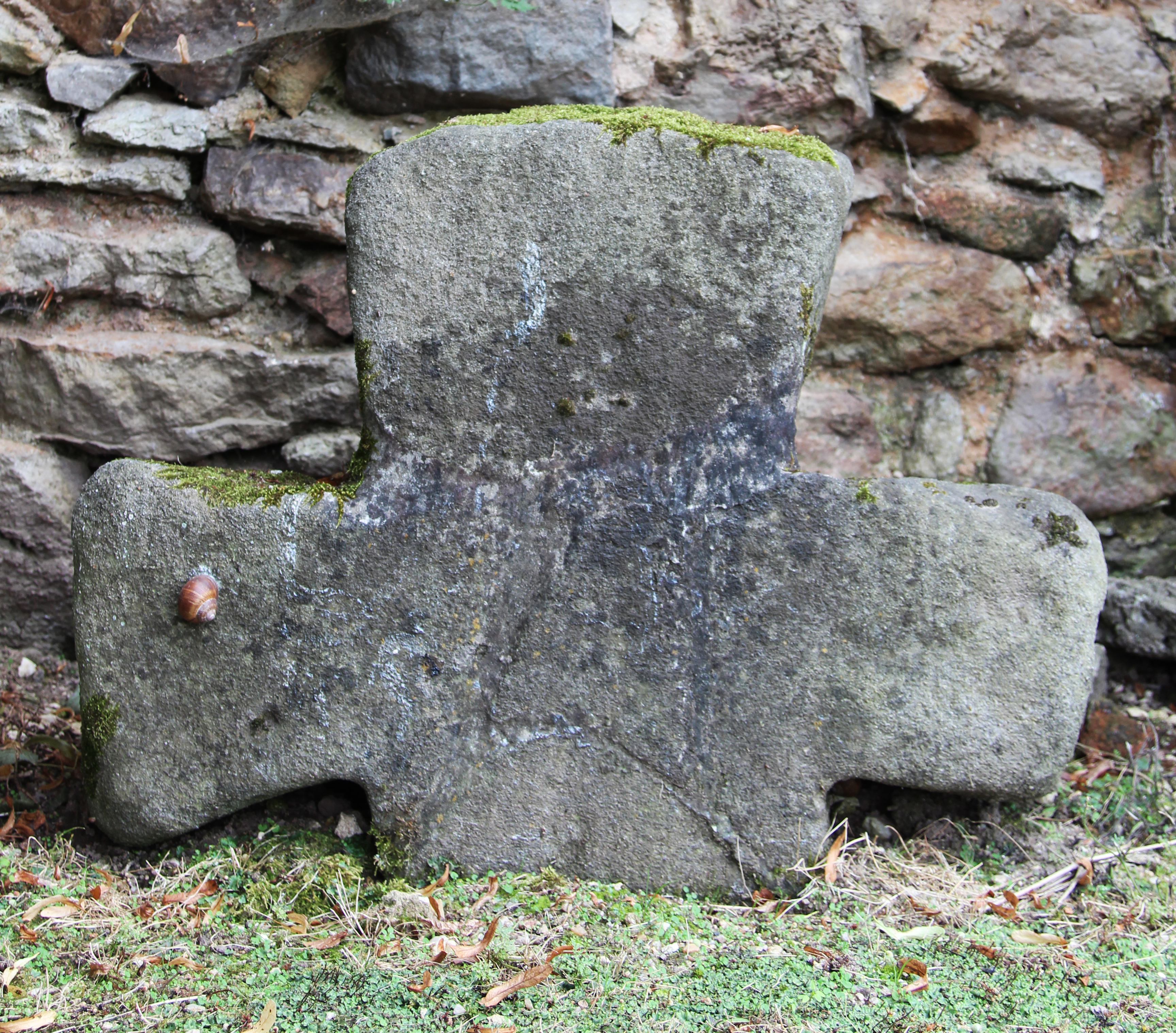
Krzyż pokutny w Mściszowie

Mściszów (niem. Seifersdorf) – wieś w Polsce położona w województwie dolnośląskim, w powiecie lubańskim, w gminie Lubań.

## Położenie
Mściszów to duża wieś łańcuchowa o długości około 3,8 km, leżąca na Pogórzu Izerskim, we Wzniesieniach Gradowskich i Niecce Lwóweckiej, na wysokości około 230–280 m n.p.m.

## Podział administracyjny
W latach 1975–1998 miejscowość administracyjnie należała do województwa jeleniogórskiego. Od 1998 roku należy do województwa dolnośląskiego.

## Historia
Mściszów był starą osadą słowiańską, którą w 1271 roku lokowano na prawie niemieckim. W 1765 roku mieszało tu 29 kmieci, 35 zagrodników, 67 chałupników, i 27 rzemieślników. W latach 1806–1811 w miejscu drewnianego domu modlitw wzniesiono murowany kościół ewangelicki, a w 1827 roku zbudowano szkołę katolicką. W 1825 roku wieś liczyła 169 domów, 2 kościoły, 2 szkoły (katolicka i ewangelicka), browar, gorzelnia, olejarnia, tartak, młyn wodny, kamieniołom wapienia i wapiennik. W 1864 roku wymieniono w Mściszowie 2 kościoły, szkołę ewangelicką, młyn wodny, olejarnię, tartak, browar, 4 gorzelnie, 9 gospód, kamieniołom wapienia i wapiennik oraz torfiarnię. Pod koniec II wojny światowej w okolicy miejscowości toczyły się ciężkie walki, w wyniku których część zabudowy została zniszczona.

Po 1945 roku Mściszów zachował rolniczy charakter, liczba ludności spadła o ponad połowę w stosunku do stanu sprzed wojny. W 1978 roku było tu 69 indywidualnych gospodarstw rolnych i kółko rolnicze.

## Zabytki
Do wojewódzkiego rejestru zabytków wpisane są obiekty:
- kościół parafialny pw. św. Jerzego (ruina),
- kościół ewangelicki, obecnie rzymskokatolicki filialny pw. Zesłania Ducha Świętego, z lat 1806-1811,
- pałac w ruinie, z XVI-XVIII wieku.

Inne zabytki:
- przy murze dawnego kościoła katolickiego znajdują się dwa krzyże pokutne, na jednym z nich wykuty jest wizerunek miecza.